# Sylwester (Haruns)
Sylwester, imię świeckie Iwan Antonowicz Harun, Ivans Haruns (ur. 19 listopada 1914 w Dyneburgu, zm. 18 maja 2000 w Rawdon, Quebec) – biskup prawosławny.

## Życiorys
Urodził się w Dyneburgu w mieszanej rodzinie łotewsko-rosyjskiej. Jego ojciec, robotnik kolejowy z zawodu, był Łotyszem, zajmująca się domem matka – Rosjanką. Przyszły duchowny miał trzech braci i siostrę. Ukończył państwowe rosyjskie gimnazjum w Dyneburgu. W dzieciństwie był ministrantem w miejskim soborze św. Aleksandra Newskiego. 
Po ukończeniu szkoły średniej wyjechał na studia teologiczne do Instytutu św. Sergiusza z Radoneża w Paryżu. 8 marca 1938 złożył wieczyste śluby mnisze przed metropolitą zachodnioeuropejskim Eulogiuszem (Gieorgijewskim), przyjmując imię Sylwester. Następnego dnia został hierodiakonem, zaś 10 kwietnia 1938 – hieromnichem. Został skierowany do pracy w parafiach Zachodnioeuropejskiego Egzarchatu Parafii Rosyjskich w Alzacji i Lotaryngii, gdzie był też kapelanem prawosławnych  żołnierzy armii francuskiej.
W 1941 został kapelanem dla rosyjskich więźniów obozów założonych przez hitlerowców we Francji północnej. Po wojnie wrócił do Paryża, gdzie został proboszczem jednej z parafii prowadzonej przez Zachodnioeuropejski Egzarchat Parafii Rosyjskich.
27 kwietnia 1952 w cerkwi św. Sergiusza z Radoneża w Paryżu został wyświęcony na biskupa pomocniczego Egzarchatu z tytułem biskupa mesyńskiego. W jego chirotonii jako konsekratorzy wzięli udział metropolita zachodnioeuropejski Włodzimierz oraz biskup Kasjan (Biezobrazow). Od 1954 rezydował w Nicei, opiekując się parafiami Egzarchatu we Francji południowej oraz we Włoszech.
W końcu lat 50. otrzymał propozycję przejścia w jurysdykcję Metropolii Amerykańskiej. Ostatecznie w 1963 objął urząd biskupa montrealskiego i kanadyjskiego w tejże jurysdykcji. W 1966 został podniesiony do godności arcybiskupiej. W latach 1966–1972 równocześnie kierował diecezją Nowej Anglii, zaś w latach 1972–1981 był odpowiedzialny za zarząd parafii Kościoła Prawosławnego w Ameryce w Australii. Był zwolennikiem autokefalii Kościoła Prawosławnego w Ameryce oraz popierał stosowanie w liturgii języków angielskiego i francuskiego.
W latach 1974–1977 był tymczasowym administratorem Kościoła Prawosławnego w Ameryce, wspierającym będącego w podeszłym wieku metropolitę całej Ameryki i Kanady Ireneusza. Po wyborze nowego zwierzchnika, metropolity Teodozjusza, arcybiskup Sylwester został wiceprzewodniczącym Synodu Biskupów Kościoła. Funkcję tę pełnił do swojego odejścia w stan spoczynku w 1981.
Jako biskup w stanie spoczynku w latach 1981–1994 był proboszczem soboru Świętych Piotra i Pawła w Montrealu.
Zmarł po kilkuletniej chorobie w 2000. Jego uroczystości pogrzebowe odbyły się 23 maja tego samego roku w soborze Świętych Piotra i Pawła w Montrealu. Został pochowany na cmentarzu św. Serafina z Sarowa w Rawdon.